# チーマ・エカール (小惑星)
チーマ・エカール (43511 Cima Ekar) は小惑星帯の小惑星である。イタリアのパドヴァ大学と、ドイツ航空宇宙センターの共同プロジェクト、アジアーゴDLR小惑星サーベイで発見された。
アジアーゴ天文台のある、北イタリアのチーマ・エカール(Cima Ekar) から命名された。